# Argyrolobium hirsuticaule
Argyrolobium hirsuticaule är en ärtväxtart som beskrevs av Hermann August Theodor Harms. Argyrolobium hirsuticaule ingår i släktet Argyrolobium och familjen ärtväxter. Inga underarter finns listade i Catalogue of Life.